# تاریخچه باشگاه فوتبال لیورپول (۱۹۵۹–۱۹۸۵)

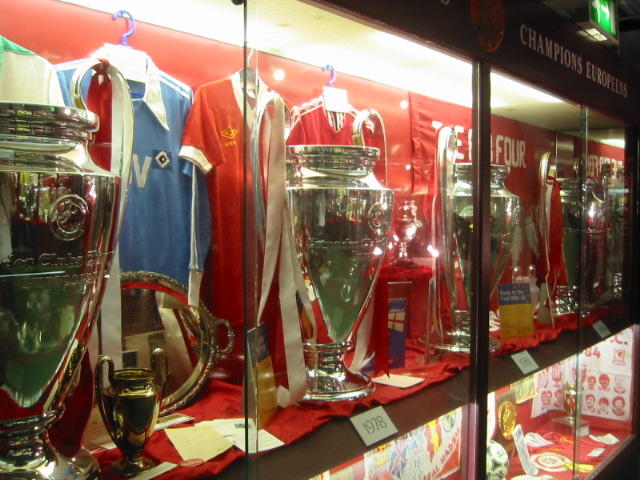
نمایی از چهار جام اروپایی لیورپول (۱۹۷۷، ۱۹۷۸، ۱۹۸۱ و ۱۹۸۴) در موزه باشگاه فوتبال لیورپول

تاریخ باشگاه لیورپول را در این دوره می‌توان درخشان‌ترین و پرافتخارترین سال‌های تاریخ این باشگاه دانست به‌گونهٔ که این تیم در طول این سال‌ها توانست ۱۰ بار فاتح لیگ دسته اول، ۲ عنوان در جام حذفی، ۴ عنوان در جام اتحادیه، ۴ عنوان در جام باشگاه‌های اروپا، ۲ عنوان در جام یوفا، ۱ عنوان در سوپر جام اروپا و ۹ عنوان قهرمانی در جام خیریه را به‌دست‌آورد.
این دوره از تاریخ باشگاه لیورپول با گماشته شدن بیل شنکلی به عنوان سرمربی باشگاه آغاز شد و با فاجعه ورزشگاه هیسل پایان یافت.

زمانی که شنکلی از سرمربی‌گری باشگاه هادرسفیلد تاون استعفاء داد و به عنوان سرمربی‌گری لیورپول برگزیده شد، باشگاه هشت سال را در لیگ دسته دوم سپری می‌کرد. او در آغاز با اخراج ۲۴ بازیکن و تأسیس رختکنی ویژه در آنفیلد به نام "The Boot Room" سعی در بهبود شرایط بحران زده لیورپول آن زمان داشت. با اتخاذ تصمیماتی نوین از این دست و نظم بخشیدن به عملکرد باشگاه، در فصل ۱۹۶۱–۶۲ بار دیگر لیورپول را به سطح اول فوتبال انگلیس بازگرداند و دو سال پس از این صعود، در فصل ۱۹۶۴–۶۵ این باشگاه به ششمین قهرمانی خود در لیگ انگلستان دست یافت. 
پس از شنکلی، دستیار او باب پیزلی به عنوان سرمربی لیورپول برگزیده‌شد که این عصر (۱۹۷۴–۱۹۸۳) موفق‌ترین عصر باشگاه لیورپول بود. این باشگاه در عصر پیزلی، سه بار در سال‌های ۱۹۷۷، ۱۹۷۸ و ۱۹۸۱ قهرمان جام باشگاه‌های اروپا شد. موفقیت‌ها در سطح اروپا پس از پیزلی هم‌چنان ادامه داشت.
در سال ۱۹۸۴ لیورپول با سرمربی‌گری جو فاگان (دستیار سابق پیزلی) برای چهارمین بار قهرمان اروپا شد. آنان در شهر رم با شکست دادن آ.اس. رم در فینال ۱۹۸۴ برای چهارمین مرتبه به مقام قهرمانی اروپا دست یافتند. در فصل بعد (۱۹۸۴–۱۹۸۵) لیورپول بار دیگر به فینال جام باشگاها راه یافت که با شکست در برابر یوونتوس به مقام دوم دست یافت. بروز فاجعه ورزشگاه هیسل پیش از آغاز این بازی سبب محرومیت ۵ ساله باشگاه‌های انگلیسی و محرومیت ۶ سالهٔ لیورپول در تمامی مسابقات بین‌المللی شد.

## بازسازی شاکله باشگاه (۱۹۵۹–۱۹۷۴)

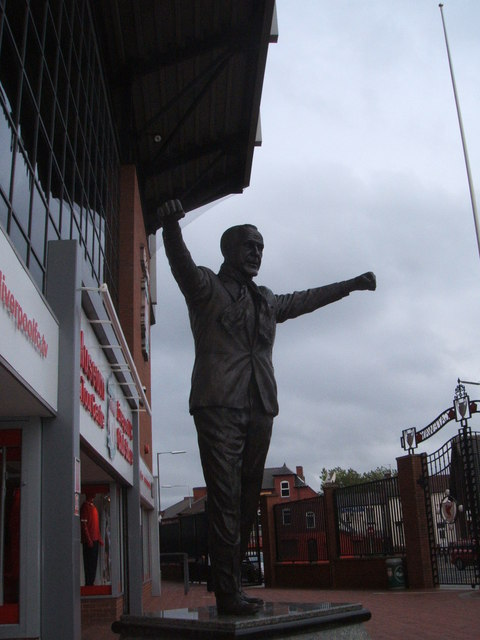
مجسمه بیل شنکلی در محوطهٔ آنفیلد. او نخستین سرمربی تیم لیورپول بود که با این تیم جامی اروپایی را فتح کرد.

شاید کمتر کسی گمان می‌کرد که یک دهه پس از انتخاب شدن فردی نسبتاً کم نام و نشان به نام شنکلی در سمت سرمربی‌گری باشگاه بحران‌زده آن روزهای لیورپول، این باشگاه در دهه هشتاد میلادی تبدیل به قدرت اول فوتبال اروپا و انگلستان شود. با وجود آن‌که شنکلی در نخستین فصل حضورش در این باشگاه با اخراج بیست و چهار بازیکن و بنانهادن اتاق رختکنی موسوم به "The Boot Room" در محوطه کناری ورزشگاه آنفیلد سعی در بهبود عملکرد این تیم داشت اما با ایستادن در رتبه سوم لیگ دسته دوم نتوانست این تیم را راهی لیگ دسته اول فوتبال آن روزهای انگلستان کند. در این فصل بیلی لیدل در کنار تازه واردانی همانند یان کلهن و راجر هانت سه تن از مؤثرترین بازیکنان لیورپول بودند.

لیورپول در دومین فصل حضور شنکلی، علی‌رغم آن‌که رکورد چهارده بازی بدون باخت را در اختیار داشت اما بازهم نتوانست به لیگ دسته اول صعود کند و بازهم در پایان در رتبه سوم جدول رده‌بندی لیگ دسته دوم ایستاد. اما در فصل بعد (۱۹۶۱–۶۲) لیورپول با خرید جدید چند بازیکن همانند یان سنت جان و رونالد یتس اسکاتلندی به قدرت بیشتری دست یافت. شنکلی با هماهنگ کردن سنت جان و هانت با دیگر بازیکنان، تیمی تهاجمی را بنیان‌گذاری کرد که در پایان این فصل با کسب ۶۲ امتیاز به عنوان قهرمان لیگ دسته دوم، پس از هشت سال با دیگر به لیگ دسته اول بازگشتند.

در نخستین حضور در لیگ دسته اول در فصل (۱۹۶۲–۶۳)، این تیم با ایستادن در رتبه هشتم فصل را به پایان رساند. راجر هانت نیز به عنوان بهترین گل‌زن تیم لیورپول در این فصل شد. شنکلی در این فصل، با شکست سنگین ۷–۲ تیمش در برابر تاتنهام تصمیم گرفت که برای فصل آینده در چند پست تیم را تقویت کند. او تصمیم گرفت که پتر تامپسون را از پرستون نورث اند بخرد.
لیورپول فصل (۱۹۶۳–۶۴) را ضعیف آغاز کرد، به نحوی که در نه بازی نخست فصل تنها نه امتیاز را کسب کردند. در هفته دهم این فصل، برد ۲–۱ برابر رقیب سنتی یعنی اورتون سبب ایجاد انگیزه‌ای قوی در لیورپول شد و پس از این بازی لیورپول سیر صعودی خود در جدول رده‌بندی را آغاز کرد تا در پایان این فصل لیورپول با کسب ۵۷ امتیاز بالاتر از منچستر یونایتد و اورتون به مقام قهرمانی لیگ دسته اول انگلستان دست یاید. این قهرمانی ششمین قهرمانی لیورپول در تاریخ این باشگاه در لیگ بود. در این فصل راجر هانت با ۳۱ گل و پس از او یان سنت جان با ۲۱ گل بهترین گل‌زنان لیورپول در این فصل بودند. میانگین تماشاگران لیورپول در این فصل در ورزشگاه آنفیلد ۵۰٬۰۰۰ نفر بود که عمدتاً بر روی سکوی کوپ واقع در شمال غربی این ورزشگاه می‌نشستند. هم‌چنین هواداران این تیم در اواسط این فصل برای نخستین بار آهنگ تو هیچ‌گاه تنها گام برنخواهی داشت را در ۳۰ نوامبر ۱۹۶۳ در ورزشگاه آنفیلد سرودند آهنگی که بعدها تبدیل به یکی از شمایل هویتی این باشگاه شد.

فصل (۱۹۶۴–۶۵) نخستین فصلی بود که لیورپول در یک رقابت اروپایی بازی می‌کرد. آن‌ها با کسب مقام قهرمانی در فصل پیش سهمیه جام باشگاه‌های اروپا در فصل ۶۵–۱۹۶۴ را کسب کردند. لیورپول در نخستین بازی اروپایی خود در روز ۱۷ اوت ۱۹۶۴، در ایسلند تیم ریکیاویک را با نتیجه ۵–۰ شکست داد. در بازی برگشت در آنفیلد نیز با نتیجه ۶–۱ (مجموع ۱۱–۱) حریف خود را شکست داد تا راهی مرحله بعد. در مرحله دوم نیز با گذشتن از سد اندرلخت راهی مرحله یک‌چهارم شد که در این مرحله نیز تیم کلن را با مجموع ۲–۱ از پیش روی برداشت. در مرحله نیمه پایانی در مجموع ۴–۱ نتیجه را به اینتر میلان واگذار کرد تا در این مسابقات راه به جایی نبرد.

لیورپول در این فصل در لیگ به رتبه هفتم جدول دست یافت. هر چند که در لیگ نتایج خوبی را کسب نکرد اما در جام حذفی توانستند به بازی پایانی این جام راه یابد. این سومین حضور لیورپول در فینال جام حذفی بود. لیورپول در حالی که دو فینال پیشین را در سال‌های ۱۹۱۴ در برابر برنلی و ۱۹۵۰ در برابر آرسنال باخته بود اما این بار در فینال توانستند در وقت‌های اضافی با گل دقیقه ۱۱۳ یان سنت جان با نتیجه ۲–۱ لیدز یونایتد را شکست دهد و برای نخستین بار قهرمان جام حذفی شود. در این فصل راجر هانت با ۳۷ گل بهترین گل‌زن تیم لقب گرفت.

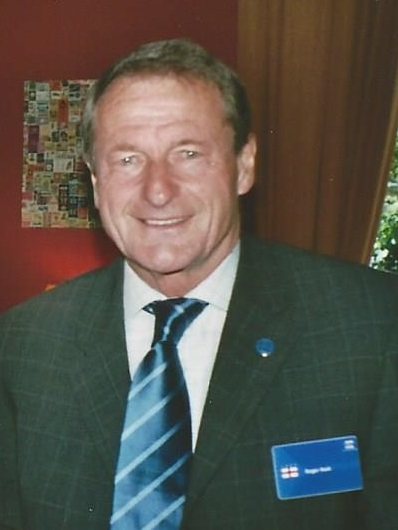
راجر هانت یکی از بازیکنانی که سبب کسب موفقیت‌های لیورپول در دهه ۶۰ میلادی بود.

قهرمانی در جام حذفی سال ۱۹۶۵ بدین معنی بود که لیورپول جواز حضور در جام برندگان جام اروپا را در فصل (۱۹۶۵–۶۶) به‌دست آورده بود. لیورپول در این فصل به ترتیب با حذف یوونتوس، استاندارد لیژ، بوداپست هونوده و سلتیک به بازی پایانی راه یافت. در بازی پایانی در ورزشگاه همپدن پارک با نتیجه ۲–۱ مغلوب بروسیا دورتموند شد.
در مسابقات لیگ نیز با کسب ۶۱ امتیاز، برای هفتمین بار قهرمان انگلستان شد. در این فصل راجر هانت با به ثمر رساندن ۲۹ گل به همراه ویلی ارواین بازیکن برنلی بهترین گل‌زن لیگ شدند.

لیورپول در دومین حضورش در جام باشگاه‌های اروپا در فصل (۱۹۶۶–۶۷) موفقیتی را کسب نکرد. آن‌ها در نخستین بازی با تساوی ۳ بر ۳ در مجموع و با استفاده از قانون گل زده در خانه حریف، تیم پترولول پلویشت رومانی را شکست دادند. تک گل با ارزش لیورپول در خانه حریف را راجر هانت به ثمر رساند. اما در دور دوم با شکست ۷–۳ در مجموع در برابر آژاکس آمستردام از این مسابقات حذف شدند.
در این سال‌ها (از ۱۹۶۶ تا ۱۹۷۲) به جز یک قهرمانی در جام خیریه موفقیت چشم‌گیر دیگری را به‌دست نیاوردند. شنکلی در طی این سال‌ها سعی در تقویت تیم داشت که با جذب بازیکانی همچون املین هیوز با مبلغ £۶۵٬۰۰۰ از بلکپول و ری کلمنس به این هدف نائل آمد. لیورپول در طی این سال‌ها که به نحوی دوره گذار باشگاه محسوب می‌شد با سرمربی‌گری شنکلی رو به جوان گرایی آورد، به گونه‌ای که در فصل ۱۹۷۰–۷۱ با حضور بازیکنان جوانی نظیر ری کلمنس، لری لوید، استیو های‌وی، جان توشاک، کوین کیگان و تامی اسمیت در ترکیب تیم، میانگین سنی این تیم ۲۲ سال بود. در فصل (۱۹۶۹–۷۰) راجر هانت، جای خود را به جان توشاک داد که از سوانزی به لیورپول آمده‌بود. نتیجه این جوانگرایی شنکلی؛ نایب قهرمانی در جام حذفی ۱۹۷۱ بود که در فینال ومبلی با نتیجه ۲–۱ در برابر آرسنال شکست خوردند. در این فصل لیورپول در حالی به مقام سوم لیگ دست یافت که رکورد ۱۴ بازی بدون باخت را نیز در کارنامه خود داشت. جان توشاک نیز با به ثمر رساندن ۱۳ گل بهترین گل‌زن لیورپول در این فصل شد.

فصل ۱۹۷۲–۷۳ آغاز افتخارات اروپایی لیورپول بود. لیورپول در این فصل با کسب ۶۰ امتیاز بالاتر از آرسنال و لیدز یونایتد، برای هشتمین بار قهرمان انگلستان شد. هم‌چنین لیورپول در این فصل نخستین جام اروپایی خود را به‌دست‌آورد. آن‌ها در این فصل در جام یوفا در آغاز با حذف اینتراخت فرانکفورت و سپس به ترتیب با حذف آ.ا. ک آتن، دینامو برلین، دینامو درسدن و تاتنهام به بازی پایانی جام یوفا این فصل راه یافتند. در بازی پایانی در مجموع دو بازی رفت و برگشت با نتیجه ۳–۲ (۳–۰ (آنفیلد)، ۰–۲ (بوکلبرگشتادیون) موفق به شکست بروسیا مونشن گلادباخ شدند و نتیجه آن قهرمان جام یوفا و کسب نخستین جام اروپایی تاریخ باشگاه بود. در همین فصل نیز تغییراتی در ساختار و جایگاه‌های ورزشگاه آنفیلد انجام شد. ابتدا قدیمی‌ترین بخش سکوی ایستاده ورزشگاه تخریب شد و سپس با بازسازی آن، این قسمت از ورزشگاه به صورت رسمی در ۱۰ مارس ۱۹۷۳ در روز دوک کنت بازگشایی شد.

از آنجا که فصل گذشته لیورپول به عنوان قهرمانی لیگ دست یافته بود جواز حضور در جام باشگاه‌های اروپا ۷۴–۱۹۷۳ را به‌دست‌آورد هر چند که در این پیکارها توفیقی به دست نیاورد و پس از برد در برابر ژونزه اسخ لوکزامبورگ، در مرحله دوم با دو باخت ۲–۱ (مجموع :۴–۲) در برابر ستاره سرخ یوگسلاوی از این مسابقات حذف شدند. لیورپول رقابت‌های لیگ دسته اول را در این فصل نیز خیلی ضعیف با دو باخت پیاپی در برابر کاونتری سیتی و دربی کانتی آغاز کرد اما در ادامه توانستند فاصله خود را با صدر جدول کاهش دهد و در نهایت در پایان لیگ به رتبه دوم دست یافت.
اما تیم شنکلی در پایان با قهرمانی در جام حذفی این فصل ناکامی‌های خود در این فصل را جبران کردند. آن‌ها در این بازی که در حضور نزدیک به ۱۰۰٬۰۰۰ تماشاگر در ومبلی برگزار می‌شد با نتیجه ۳–۰ حریف خود نیوکاسل را شکست دادند و برای دومین بار قهرمان جام حذفی انگلیس موسوم به اف ای کاپ شدند. گل‌های لیورپول در این بازی را کوین کیگان (۲ گل) و استیو های‌وی به ثمر رساندند. در پایان این فصل بیل شنکلی با خرید ری کندی از آرسنال واپسین کار خود به عنوان سرمربی باشگاه لیورپول را انجام داد. او در پایان این فصل از سمت خود استعفاء داد. پس از شنکلی، دستیار او باب پیزلی به عنوان سرمربی لیورپول انتخاب شد.

## عصر پیزلی (۱۹۷۴–۱۹۸۳)
سال ۱۹۷۴ بیل شنکلی بازنشسته شد و از مربیگری لیورپول کنار رفت و باب پیزلی که ۱۵ سال دستیار شنکلی بود، به عنوان جانشین وی انتخاب شد. پیزلی به عملکرد خوب لیورپول بسیار بهتر از دوران شنکلی ادامه داد و ۲۰ عنوان قهرمانی در طول ۹ سال برای لیورپول کسب کرد. 
وی با تیم لیورپول موفق شد شش قهرمانی در لیگ دسته اول انگلستان، سه قهرمانی در جام اتحادیه انگلستان، شش قهرمانی در جام خیریه انگلستان، سه قهرمانی در جام باشگاه‌های اروپا، یک قهرمانی در جام یوفا و یک قهرمانی در سوپر جام اروپا را نیز بدست آورد. قبل از بازنشستگی او در سال ۱۹۸۳ به او رتبه امپراتوری بریتانیا نیز اهدا گردید.
باب پیزلی که بین سال‌های ۱۹۷۴ تا ۱۹۸۳ سرمربی لیورپول بوده‌است، پرافتخارترین مربی تاریخ این باشگاه نیز به حساب می‌آید. او تمام دوران مربیگری خود را در لیورپول گذراند و در تیم دیگری نیز مربیگری نکرد. پیزلی شش بار به عنوان مربی سال فوتبال انگلستان نیز انتخاب شد. او ۲۰ بار لیورپول را به مقام قهرمانی در مسابقات مختلف رسانده است. وی همچنین شش مرتبه نایب قهرمانی با را در مسابقات مختلف لیورپول تجربه کرده‌است.
وی با کسب سه عنوان قهرمانی در مسابقات جام باشگاه‌های اروپا، بطور مشترک با کارلو آنچلوتی رکورددار بیشترین تعداد قهرمانی در این مسابقات می‌باشد.
پس از کناره‌گیری پیزلی از سرمربیگری لیورپول، در سال ۱۹۸۵ به مدت دو سال مشاور کنی دالگلیش اولین بازیکن - مربی تاریخ باشگاه لیورپول شد. پیزلی همچنین به عنوان یکی از مدیران باشگاه، عضو هیئت مدیره لیورپول نیز انتخاب شد. وی خدمت خود را در لیورپول به عنوان یک مدیر تا اوایل سال ۱۹۹۲ نیز ادامه داد. در آن زمان پیزلی به بیماری آلزایمر دچار شد.
عصر جو فاگان
لیگ قهرمانی 1984، جام اتحادیه 1984، جام باشگاه های اروپا 1984
او که یکی از نفرات اصلی کادر فنی لیورپولی ها موسوم به Boot Roomf بود، یک انتخاب منطقی ‏برای هدایت قرمزها بعد از بازنشستگی باب پیسلی در سال 1983 محسوب می شد. 
با توجه به اینکه فاگان هدایت تیمی را برعهده گرفته بود که سال ها بر فوتبال انگلیس و اروپا سلطه ‏داشت، بسیار انتظار نتایج فوق العاده از او داشتند. ضمن اینکه او سال ها در کنار تیم لیورپول بود و این ‏امتیاز دیگری برای او محسوب می شد. او که در همان اولین فصل، لیورپول را در لیگ انگلیس، جام ‏اتحادیه و جام باشگاه های اروپا به قهرمانی رساند، تنها چند ساعت پیش از فینال جام باشگاه های اروپا در ‏سال 1985 اعلام کرد که از مربیگری این تیم کناره گیری خواهد کرد.
فاگان در تنها دو فصل حضور روی نیمکت لیورپول، تاثیر زیادی گذاشت؛ به اندازه ای که می تواند در ‏بین بهترین های تاریخ این باشگاه جای بگیرد